# Ribes americanum
Ribes americanum là một loài thực vật có hoa trong họ Grossulariaceae. Loài này được Mill. miêu tả khoa học đầu tiên năm 1768.